# Úsobí

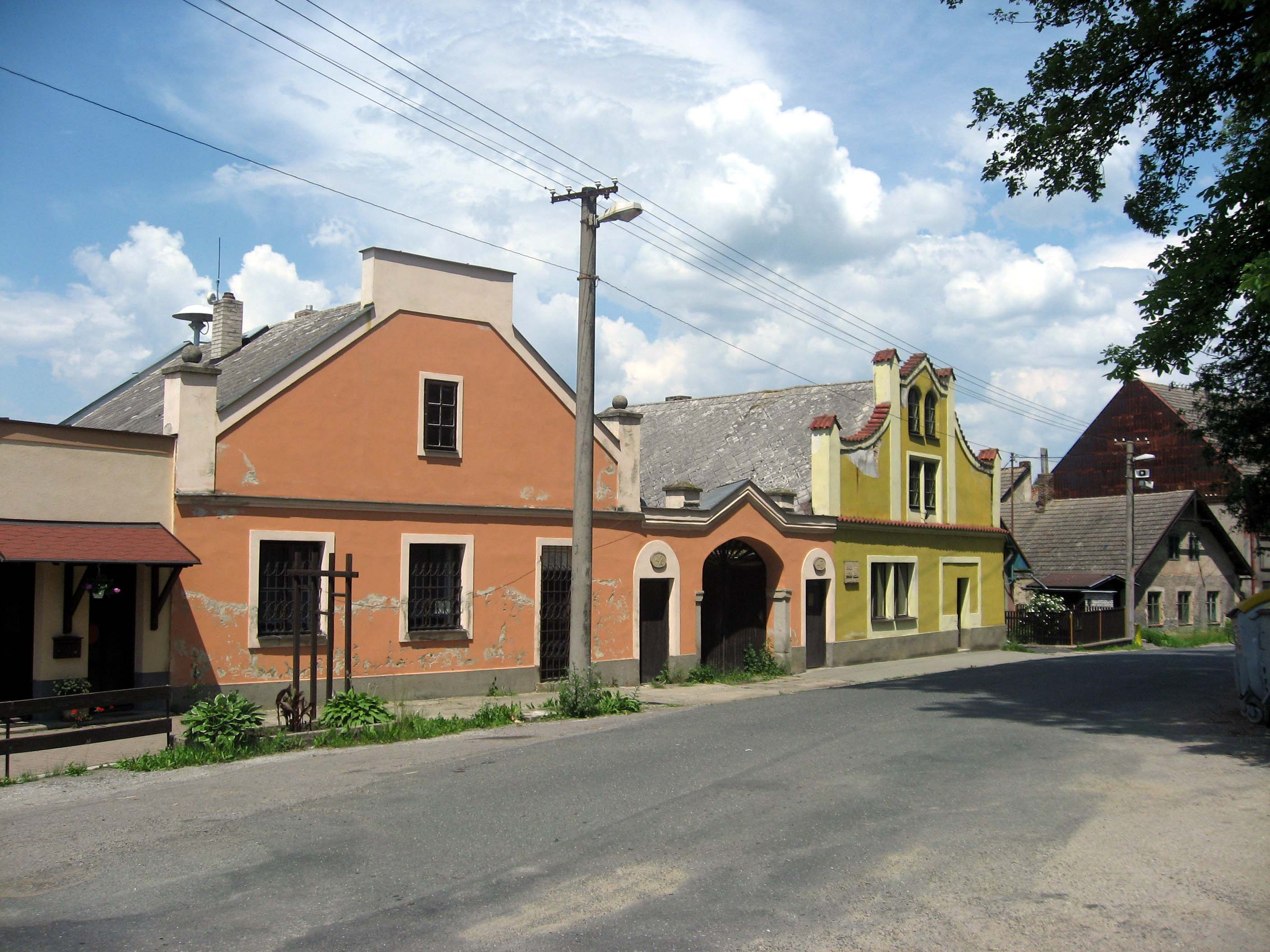
Ortsansicht

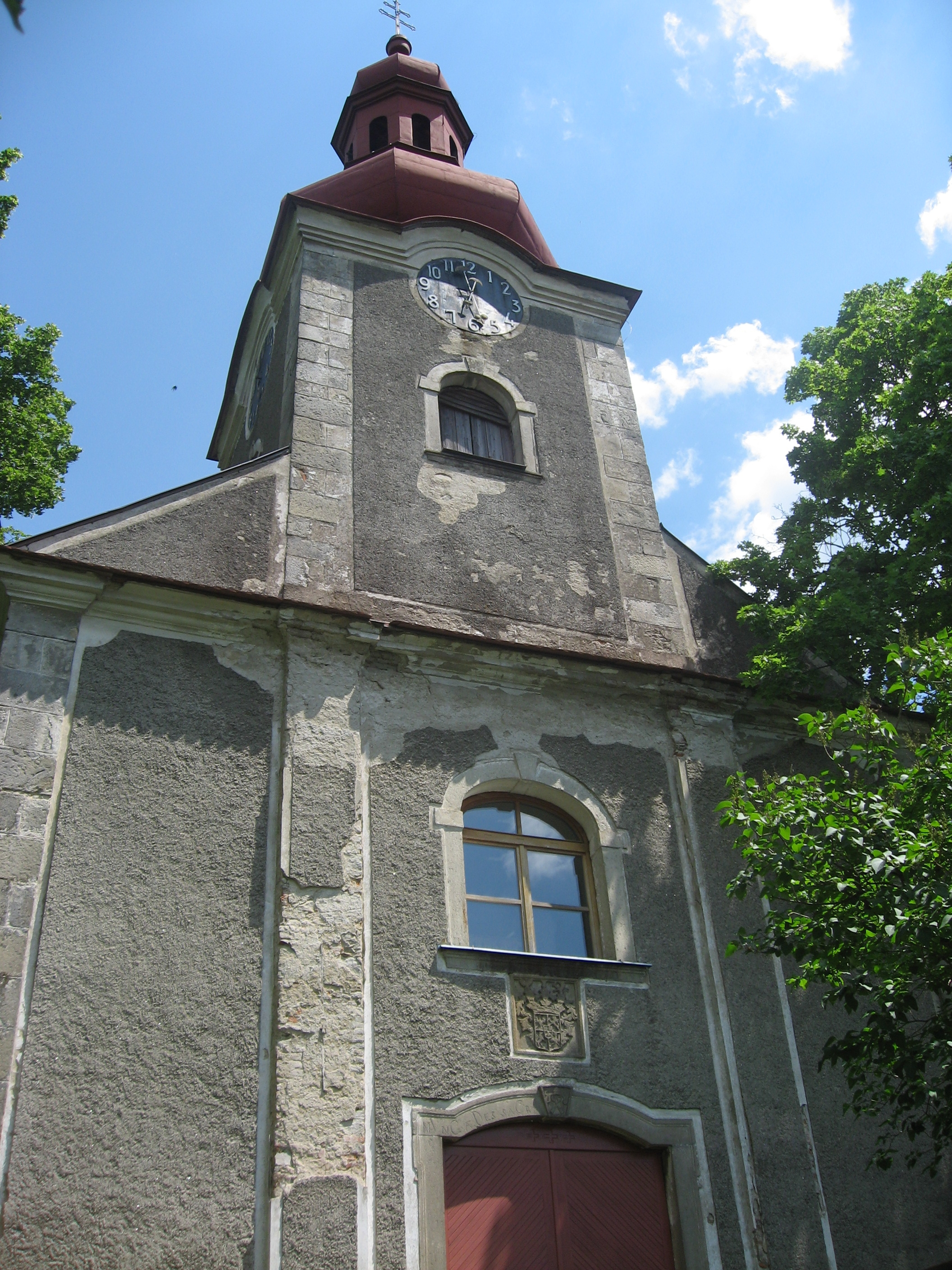
Kirche St. Peter und Paul

Úsobí (deutsch Pollerskirchen) ist eine Minderstadt in Tschechien. Sie liegt elf Kilometer östlich von Humpolec und gehört zum Okres Havlíčkův Brod.

## Geographie
Úsobí befindet sich in der Böhmisch-Mährischen Höhe im Tal des Baches Úsobský potok. Östlich erhebt sich der Máselný kopec (634 m) und im Osten die Olšina (612 m). Im Südosten liegt das Waldgebiet Farský les (Pfarrholz).
Nachbarorte sind Kukačka und Chválkov im Norden, Úhořilka im Nordosten, Studénka im Osten, Chyška und Petrovice im Südosten, Maliní, Kosovy und Skalka im Süden, Skorkov im Südwesten, Slavníč und Kamenice im Westen sowie U Nádraží und Herálec im Nordwesten.

## Geschichte
Der Ort wurde wahrscheinlich am Übergang vom 13. zum 14. Jahrhundert während der Kolonisationstätigkeit des Klosters Seelau angelegt. Die erste urkundliche Erwähnung von Ausobium erfolgte im Jahre 1307. Später wurde der deutsche Name Pollerskirchen gebräuchlich. Die während der Hussitenkriege verwaisten Seelauer Klostergüter übergab König Sigismund 1436 mit Einverständnis des nach Iglau geflüchteten Abtes dem Schutz und der Verwaltung Nikolaus Trčka von Lípas. Nachdem Georg von Podiebrad den Klosterbesitz 1458 den Trčka von Lípa auch in der Landtafel zugeschrieben hatte, errichtete Burian Trčka von Lípa die Herrschaft Jenikau. 1601 verkauften die Trčka Jenikau dem Iglauer Bürger Matthias Stubegg Ritter von Königstein (Matyáš Štubik z Kynigštejna). Bei der Teilung der Herrschaft Jenikau unter den Söhnen Matthias Stubegg wurde Pollerskirchen 1606 von Jenikau abgetrennt und zum Sitz einer Herrschaft. Im Jahre 1653 wurde das Dorf als Ausoba und nachfolgend als Ousobí bezeichnet. Im Jahre 1708 kaufte Michael Achatius von Kirchner das Gut Ousobí (mit den Dörfern Ousobí, Cibotín, Chválkov und Dobrohostov) zusammen mit dem Gut Okrouhlice samt Věž für insgesamt 43.000 Gulden zu seiner Herrschaft Herálec mit Humpolec hinzu. Zum Ende des 18. Jahrhunderts erreichte die Herrschaft Pollerskirchen ihre wirtschaftliche Blüte. 1779 entstand eine Glasschleiferei, deren Besitzer die Familien Sacher, Wagner und Grossmann waren. Der Besitzer der Herrschaft Pollerskirchen, Leopold Fučikovský von Grünhof, erreichte 1789 bei Kaiser Leopold II. die Erhebung von Pollerskirchen zum Städtchen und die Verleihung eines Stadtwappen und Banners. Ab 1846 firmierte die Glasmanufaktur als Ig. Grossmann's Sohn.
Nach der Aufhebung der Patrimonialherrschaften bildete Pollerskirchen ab 1850 mit dem Ortsteil Kosovy eine Marktgemeinde im Bezirk Deutschbrod. Die 1872 gegründete Freiwillige Feuerwehr war eine der ersten in der Vysočina. Zu Beginn des 20. Jahrhunderts stellte die Glasfabrik ihre Produktion von Kalk-Natron-Glas auf Bleikristall um. Seit 1920 wird der Ortsname Úsobí verwendet. Ebenfalls 1920 erfolgte die Fusion des Unternehmens Ig. Grossmann's Sohn mit der Gebr. Pallme-König G.m.b.H. zur Vereinigte Glashüttenwerke Pallme-König & Habel, Ig. Grossmann Sohn G.m.b.H., Kosten bei Teplitz und Pollerskirchen.
1945 wurde die Glasschleiferei verstaatlicht. Seit 1976 ist Chyška ein Ortsteil von Úsobí. Im Jahre 1997 erfolgte die Schließung der zum Werk Sklárny Bohemia Jihlava gehörigen Glasschleiferei. Am 22. Juni 2007 erhielt Úsobí wieder den Status eines Městys.

## Gemeindegliederung
Der Městys Úsobí besteht aus den Ortsteilen Chyška (Chisten), Kosovy (Kosow) und Úsobí (Pollerskirchen) sowie den Ortslagen Ludvíkov (Ludwigsdorf) und Maliní.

## Sehenswürdigkeiten

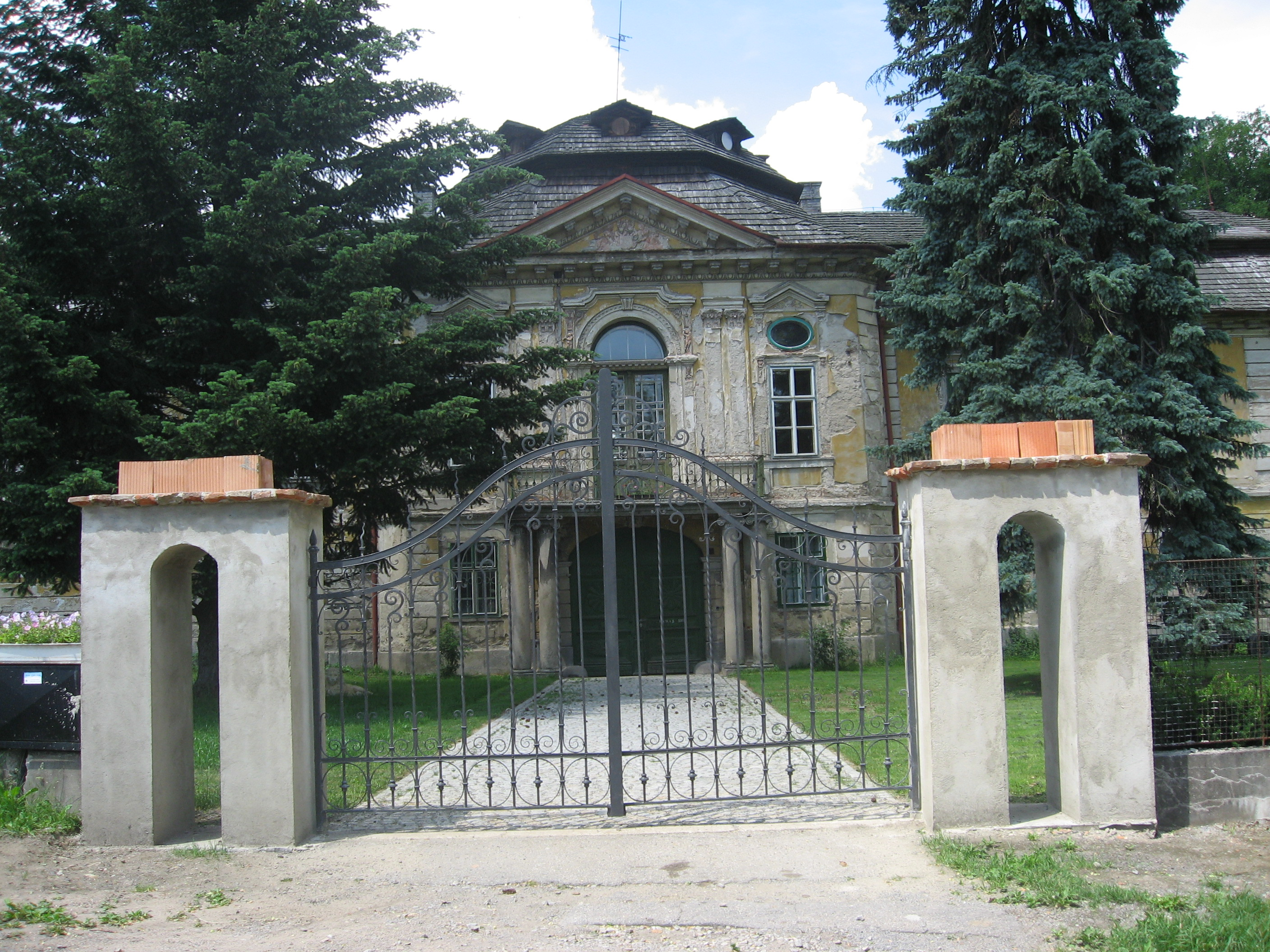
Schloss Úsobí

- Schloss Úsobí, der dreiflügelige eingeschossige Bau erhielt seine heutige Form beim Umbau in der ersten Hälfte des 18. Jahrhunderts. Im Ostflügel entstand 1759 die Kapelle der Jungfrau Maria und der hl. Florian und Donatus.
- barocke Brücke am Schloss mit Steinfiguren, erbaut 1769
- Kirche St. Peter und Paul, der aus dem 13. Jahrhundert stammende ehemals gotische Bau erhielt seine heutige Gestalt beim Umbau von 1759 bis 1760 durch den Iglauer Baumeister Aigle.
- Kapelle der hl. Barbara, das Beinhaus entstand im 18. Jahrhundert beim Umbau der Kirche auf dem ehemaligen Friedhof
- Pfarrhaus, errichtet im 18. Jahrhundert
- Ruine der Kapelle des hl. Schutzengels im Farský les, südöstlich des Ortes, die 1715 errichtete Kapelle wurde 1783 auf Geheiß Kaiser Josephs II. niedergerissen.
- Ehemalige Synagoge